# Pièce d'un demi-dinar algérien
La pièce d'un demi-dinar (soit 50 centimes) est l'une des divisions du dinar algérien en circulation de type mono-métallique. Son émission a été décidée par le conseil de la monnaie et du crédit en date du 28 juin 1994.

## Description
Les pièces d'un demi-dinar sont formées d'un alliage à base de acier inoxydable de couleur gris acier, elles ont un diamètre de 18,50 mm, une épaisseur de 1,90 mm et une masse de 3,50 g.

## Revers
Le motif principal de cette pièce est la tête du cheval Barbe algérien orientée vers la gauche. La partie supérieure de la pièce comporte un motif circulaire, inspiré d'une selle de cheval de l’époque de l'Émir Abd el-Kader, formant un cercle presque complet, et juste au-dessus il y a un double millésime hégirien et grégorien de l’année de frappe.

## Avers
Le motif principal est la fraction « ½ », entouré par un fil circulaire avec deux mentions en arabe : le nom de la Banque d'Algérie (بنك الجزائر) et le nom de l'unité nationale (دينار) séparées horizontalement par deux étoiles.